# Promenade (televisieprogramma)
Promenade is een Nederlands satirisch televisieprogramma. De eerste aflevering werd uitgezonden op 22 december 2019 door NTR.
Het programma is een parodie op talkshows, met als gespreksleider Diederik Ebbinge en vaste gasten Eva Crutzen, Henry van Loon en Ton Kas. De naam is een knipoog naar showbizprogramma RTL Boulevard.
Het programma startte met matige kijkcijfers maar kreeg positieve recensies. De laatste aflevering van het eerste seizoen trok 730.000 kijkers, waardoor er toch een tweede seizoen kwam dat op 2 augustus 2020 begon.
Tijdens de tweede uitzending van het Promenade Awards Gala maakte presentator Diederik Ebbinge bekend dat het programma zou stoppen. In 2023 was sprake van een terugkeer in de vorm van een kerstshow, maar dat ging niet door. Wel werd in 2025 een nieuwe reeks aangekondigd, ditmaal onder de noemer Chateau Promenade.

## Geschiedenis
Ebbinge liep al in 2011 met het idee rond een parodie te maken op talkshows. In 2013 werd er een pilot opgenomen met de titel ‘VPRO Promenade’. In deze eerdere versie ontbrak Eva Crutzen, maar leende in plaats daarvan Sander van de Pavert (Lucky TV) zich voor het programma. De show werd echter afgekeurd door de netmanager. In 2019 besloot Ebbinge, naar eigen zeggen “handig gebruik makend van het succes van De Luizenmoeder”, dit idee weer op te pakken.

## Vaste onderdelen

### Seizoen 1
Elke week neemt Diederik Ebbinge de verjaardagskalender van bekend Nederland met de kijker door. De BN'ers die in die week jarig zijn worden gefeliciteerd en krijgen de Proficiat Promenade Profiterole opgestuurd.
Aan het eind van elke aflevering zingt host Ebbinge samen met zijn gasten het Promenadelied, waarin nieuwsgebeurtenissen worden bezongen afgewisseld met het wekelijks terugkerende refrein.

### Seizoen 2/Zomerpromenade
Het tweede seizoen, ook wel Zomerpromenade genoemd (waarbij Ebbinge nadrukkelijk vermeldt dat het “niet de echte” Promenade betreft), werd in augustus en september 2020 uitgezonden en is in een zomerse setting. In dit seizoen zijn een paar vaste onderdelen toegevoegd. Zo verlaten de presentatoren halverwege iedere aflevering even de studio zodat er kan worden geventileerd, terwijl de kijker kan kijken naar een samenvatting van Zomergasten van de week daarvoor. Ook noemt Ebbinge recepten op voor zomerdrankjes (zodra het drankje geserveerd wordt loopt er iedere aflevering echter wat uit de hand). Ook is er een 'Angela de Jong Gong', een gong waar een van de vaste gasten op mag slaan als ze een uitspraak doen die ook door AD-recensent Angela de Jong gedaan is. Een andere 'running gag' is dat Ton Kas vanwege de coronacrisis in Nederland de hele uitzending in een zogeheten 'Ton Kas Kas' zit.

### Oudejaarspromenade
Op 27 en 28 december 2020 volgden twee extra afleveringen die twee avonden achter elkaar werden uitgezonden, genaamd Oudejaarspromenade, waarin wordt teruggeblikt op 2020. Uitgangspunt van dit tweeluik was dat de eerste aflevering werd ingericht als een aflevering voor hoogopgeleide mensen uit de Randstad, terwijl de tweede aflevering voor lager opgeleiden uit de provincie is. De afleveringen werden afgesloten met het lied Happy New Year en het Promenadelied was enkel in de tweede aflevering te horen. Diverse running gags uit de eerste twee seizoenen maakten hun rentree: zo was het in seizoen twee geïntroduceerde model Celine uit Zaandam weer aanwezig, werd de Angela de Jong-Gong omgebouwd tot een Hugo de Jong-Gong en wist Henry van Loon net als in het eerste seizoen een gastoptreden van Peter R. de Vries te verpesten. Hiernaast werd er in de eerste aflevering een kort filmpje vertoond waarin De Telegraaf op de hak werd genomen.

### Seizoen 3/Gewoon Promenade
In augustus 2021 ging het derde seizoen van start, ook wel Gewoon Promenade genoemd. Met een zogeheten Promenade Karavaan staat iedere aflevering in het teken van een andere regio en wordt het programma “urgenter” gemaakt. Er werd mee uitgepakt dat Peter van de Witte aan de cast zou worden toegevoegd, die er halverwege de eerste aflevering alweer uitgeschreven werd.
In de eerste aflevering werd ook stilgestaan bij de inmiddels overleden Peter R. de Vries (en tegelijkertijd een parodie op mensen die na zijn dood erg dwepen met de misdaadverslaggever). Ook wordt Jaïr Ferwerda op de hak genomen met hulp van fragmenten van Hai Society en moet Eva Crutzen tijdens de uitzending kolven voor haar recent geboren baby. Ook is er regelmatig discussie of Nederland al dan niet een kutland is en verwijst Ton Kas naar uitspraken die hij heeft gedaan in zijn podcast.

### Promenade Awards Gala
Ebbinge maakte op 24 december 2021 op microblog Twitter bekend dat op 29 en 30 december het Promenade Awards Gala 2021 uitgezonden zou worden, "live vanuit Koninklijk Theater Carré", met "talloze awards voor talloze BN'ers". Uit een vervolgbericht op 28 december bleek dat Crutzen, Kas en Van Loon weer present zouden zijn.
In de eerste aflevering waren er prijzen voor de volgende categorieën:
- beste presentator in een talkshow, binnenland. Er waren 26 genomineerden, waaronder alle presentatoren van Op1. Opvallend was het ontbreken van Sven Kockelmann (Kockelmans, aldus Ebbinge). De prijs ging naar Hugo Logtenberg.
- beste nieuwe format met BN'ers op locatie, binnenland. Vijf genomineerden, waaronder Down the Road met Gordon. Dat leidde tot een discussie over programma's met mensen met het syndroom van Down, die dusdanig uit de hand liep dat Crutzen niet toekwam aan de bekendmaking van de winnaar.
- ISBN'er door een BN'er, non-fictie, binnenland. In een editie van de boekenrubriek feuilleTON maakte Ton Kas bekend dat uit vier genomineerde boeken gekozen was voor Over de rooie, een boek over (maar niet door) voetballer John van Loen.
- beste nieuwkomer. Tijdens het programma aangekondigd door Ebbinge, niet uitgezonden.

Terugkerende thema's waren "Down" en het spelletje woordslang. Op het eind begon Van Loon aan een actie voor een goed doel: Zwemmen voor de Zorg, à la de zwemmarathons van Maarten van der Weijden.
De tweede uitzending begon met de bekendmaking van de winnaar in de categorie "beste optreden van een talkshowpresentator in een talkshow, binnenland". Die werd onderbroken door Van Loon die uitgeput uit het zwembadje kroop en daarmee de actie Zwemmen voor de Zorg liet mislukken, tot ergernis van Ebbinge. Kas zei toen "Als de rek eruit is moet je er gewoon mee stoppen, Diederik." Dat bleken profetische woorden toen Ebbinge even later bekend maakte te stoppen met Promenade. De uitzending sleepte zich daarna zogenaamd ongescript naar het einde.

### Chateau Promenade
In 2025 ging Chateau Promenade van start, een reeks van zes afleveringen. Waar voorgaande seizoenen het format van een talkshow in een studio hadden, was de setting nu een kasteel in Noord-Frankrijk. Gastheer Ebbinge ontvangt er zijn drie vaste gasten met het doel ze beter te leren kennen. Dat wil hij bereiken met diepgaande gesprekken maar ook door de gasten "loodzware beproevingen" te laten doorstaan. Programma’s als Boerderij van Dorst, Wie is de Mol, Chateau Meiland en Villa Felderhof worden gepersifleerd. Daniel Cornelissen en Lize Feryn zijn aan de cast toegevoegd voor de rollen van Daniël en Céline uit Lyon.
De opnames vonden plaats in de zomer van 2024 in en rond château Les Huttes d'Ogny in Stonne, in de Franse Ardennen.

## Afleveringen

### Seizoen 1
| Aflevering | Uitzenddatum     | Kijkcijfers | Opmerking                                     |
| ---------- | ---------------- | ----------- | --------------------------------------------- |
| 1          | 22 december 2019 | 210.000     |                                               |
| 2          | 29 december 2019 | 107.000     |                                               |
| 3          | 5 januari 2020   | 224.000     |                                               |
| 4          | 12 januari 2020  | 313.000     |                                               |
| 5          | 19 januari 2020  | 315.000     |                                               |
| 6          | 26 januari 2020  | 228.000     |                                               |
| 7          | 2 februari 2020  | 288.000     | m.m.v. Peter R. de Vries als "mystery guest". |
| 8          | 9 februari 2020  | 730.000     |                                               |

### Seizoen 2
| Aflevering | Uitzenddatum      | Kijkcijfers | Opmerking |
| ---------- | ----------------- | ----------- | --- |
| 1          | 2 augustus 2020   | 271.000     | |
| 2          | 9 augustus 2020   | 188.000     | |
| 3          | 16 augustus 2020  | 257.000     | |
| 4          | 23 augustus 2020  | 160.000     | Kijkcijfers waren mogelijk lager omdat de aflevering om 19:45 werd uitgezonden in plaats van het gebruikelijke 21:15. |
| 5          | 30 augustus 2020  | 369.000     | |
| 6          | 6 september 2020  | 290.000     | |
| 7          | 13 september 2020 | 306.000     | |

### Oudejaarspromenade
| Aflevering | Uitzenddatum     | Kijkcijfers | Opmerking                                            |
| ---------- | ---------------- | ----------- | ---------------------------------------------------- |
| 1          | 27 december 2020 | 388.000     | Deel 1, voor de grachtengordel en de hoogopgeleiden. |
| 2          | 28 december 2020 | 481.000     | Deel 2, voor de regio en de laagopgeleiden.          |

### Seizoen 3
| Aflevering | Uitzenddatum      | Kijkcijfers | Opmerking                                            |
| ---------- | ----------------- | ----------- | ---------------------------------------------------- |
| 1          | 15 augustus 2021  | 279.000     | Promenade Karavaan in Emmeloord.                     |
| 2          | 22 augustus 2021  | 326.000     | Promenade Karavaan in Drachten.                      |
| 3          | 29 augustus 2021  | 282.000     | Promenade Karavaan in Nationaal Park Dwingelderveld. |
| 4          | 5 september 2021  | 240.000     | Promenade Karavaan in Nieuwegein.                    |
| 5          | 12 september 2021 | 226.000     | Promenade Karavaan in Helmond.                       |
| 6          | 19 september 2021 | 268.000     | Promenade Karavaan in Rotterdam.                     |
| 7          | 26 september 2021 | 226.000     |                                                      |

### Promenade Awards Gala
| Aflevering | Uitzenddatum     | Kijkcijfers | Opmerking                                                                                            |
| ---------- | ---------------- | ----------- | --- |
| 1          | 29 december 2021 | 261.000     | |
| 2          | 30 december 2021 | 249.000     | Laatste uitzending. Diederik Ebbinge maakte in deze aflevering bekend dat het programma zou stoppen. |

### Chateau Promenade
| Aflevering | Aflevering         | Uitzenddatum  | Kijkcijfers |
| Afl.       | Titel              | Uitzenddatum  | Kijkcijfers |
| ---------- | ------------------ | ------------- | ----------- |
| 1          | Allo, allo         | 30 maart 2025 | 406.000     |
| 2          | Bakjes             | 6 april 2025  | 486.000     |
| 3          | Bored Apes         | 13 april 2025 | 373.000     |
| 4          | Snorkel            | 20 april 2025 | 241.000     |
| 5          | Soiree Hollandaise | 27 april 2025 | n.n.b.      |
| 6          | De Grizzlyman      | 4 mei 2025    | n.n.b.      |